# Ixora breviloba
Ixora breviloba är en måreväxtart som beskrevs av Cornelis Eliza Bertus Bremekamp. Ixora breviloba ingår i släktet Ixora och familjen måreväxter. Inga underarter finns listade i Catalogue of Life.